# پترولوژی

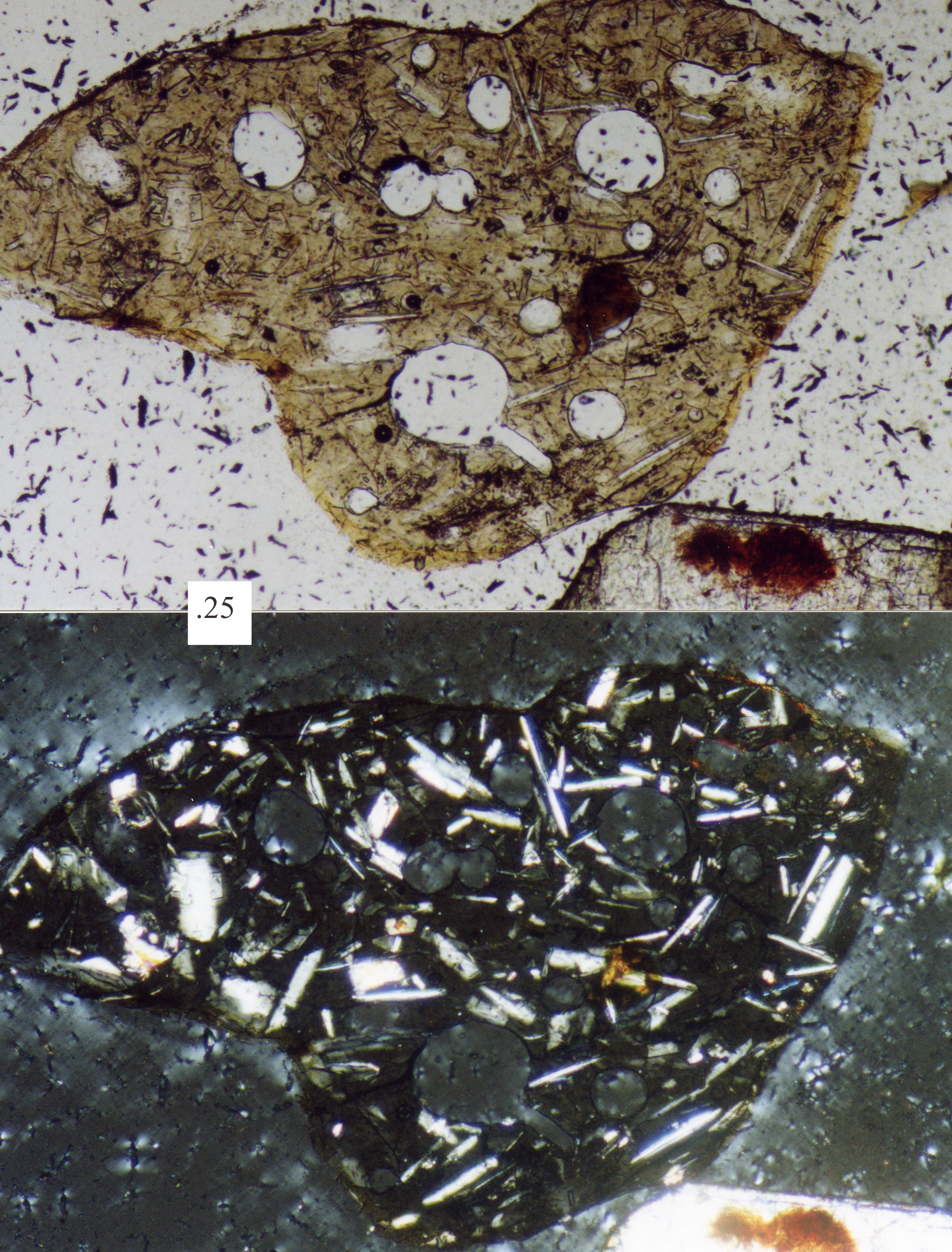
نور قطبیده سطحی در تصویر بالا نمایانگر یک دانه شن آتشفشانی در زیر میکروسکوپ است. همان دانه شن با نور قطبیده تقاطع در تصویر پایین. اندازه جعبه ۰٫۲۵ میلی‌متر است.

پِترولوژی (به انگلیسی: Petrology) یا سنگ‌شناسی (از ترکیب دو واژهٔ یونانیِ «پِترا» به‌معنی سنگ و «لوگوس» به‌معنی مطالعه) یکی از شاخه‌های علم زمین‌شناسی است که به مطالعهٔ سنگ‌ها و کانی‌شناسی، ترکیب، بافت، ساختار و شرایط تشکیل آن‌ها می‌پردازد. پترولوژی به سه زیرشاخه تقسیم می‌شود: پترولوژی آذرین، دگرگونی و رسوبی. پترولوژی آذرین و دگرگونی معمولاً با هم آموزش داده می‌شوند، زیرا هر دو به شدت از شیمی، روش‌های شیمیایی و نمودارهای فازی استفاده می‌کنند. پترولوژی رسوبی نیز معمولاً همراه با چینه‌شناسی آموزش داده می‌شود، زیرا با فرایندهایی سروکار دارد که سنگ‌های رسوبی را تشکیل می‌دهند. پترولوژی رسوبی مدرن در حال استفاده روزافزون از شیمی است.

## تفاوت پترولوژی و لیتولوژی
هر دو اصطلاح پترولوژی و لیتولوژی در زبان فارسی سنگ‌شناسی ترجمه شده‌اند. Petra و Lith هردو به معنی سنگ هستند که به‌ترتیب از زبان‌های لاتین و یونانی گرفته شده‌اند.
در گذشته، واژهٔ لیتولوژی (به انگلیسی: lithology) مترادف با سنگ‌نگاری یا پتروگرافی (petrography) گرفته می‌شد، اما امروزه لیتولوژی بر ویژگی‌های سنگ در نمونهٔ دستی و رخنمون‌های سنگی تأکید دارد. سنگ‌نگاری نیز به مطالعهٔ سنگ زیرِ میکروسکوپ گفته می‌شود و واژهٔ پترولوژی نیز به مجموع این دو گفته می‌شود.
در صنعت نفت، لیتولوژی یا به‌طور خاص‌تر نگاره‌برداری گِل (mud logging) به نمایش گرافیکی سازندهای زمین‌شناسی گفته می‌شود که از میان آن‌ها حفاری انجام شده و روی نگاره‌ای به نام نگاره گِلی ترسیم می‌شوند. با گردش بُرش‌ها در خارج از گودمته، آن‌ها را نمونه‌برداری و بررسی کرده (معمولاً زیر میکروسکوپ ۱۰×) و در صورت نیاز آزمایش شیمیایی می‌شوند.

## روش‌شناسی
پترولوژی از رشته‌های کانی‌شناسی، سنگ‌نگاری، کانی‌شناسی نوری و تجزیه و تحلیل شیمیایی برای توصیف ترکیب و بافت سنگ‌ها استفاده می‌کند. ٰپترولوژیست‌ها همچنین از اصول ژئوشیمی و ژئوفیزیک از طریق مطالعه روندها و چرخه‌های ژئوشیمیایی و استفاده از داده‌ها و آزمایش‌های ترمودینامیک به منظور درک بهتر منشأ سنگ‌ها استفاده می‌کنند.

## شاخه‌ها
سه شاخه پترولوژی وجود دارد که مربوط به سه نوع سنگ است: آذرین، دگرگونی و رسوبی و شاخه دیگری که با تکنیک‌های تجربی سروکار دارد:
- سنگ‌شناسی آذرین بر روی ترکیب و بافت سنگ‌های آذرین (سنگ‌هایی مانند گرانیت یا بازالت) تمرکز دارد که از سنگ مذاب یا ماگما متبلور شده‌اند. سنگ‌های آذرین شامل سنگ‌های آتشفشانی و سنگ‌های نفوذی است.[۹]
- سنگ‌شناسی رسوبی بر ترکیب و بافت سنگ‌های رسوبی تمرکز دارد؛ سنگ‌هایی مانند ماسه‌سنگ، شیل یا سنگ آهک که متشکل از قطعات یا ذرات حاصل از سنگ‌های دیگر یا نهشته‌های بیولوژیکی یا شیمیایی است و معمولاً در یک خمیره از مواد ظریف‌تر به هم متصل می‌شوند.
- سنگ‌شناسی دگرگونی بر ترکیب و بافت سنگ‌های دگرگونی تمرکز دارد، سنگ‌هایی مانند سنگ لوح، سنگ مرمر، گنیس یا شیست که بر اثر فشار، دما یا هر دو دچار تغییرات شیمیایی، کانی‌شناسی یا بافتی شده‌اند. سنگ اصلی، پیش از دگرگون‌شدن (که سنگ آغازین نامیده می‌شود)، ممکن است از هر نوعی باشد. آزمایشگاهی
- سنگ‌شناسی آزمایشگاهی یا تجربی دستگاه‌های فشار بالا و دمای بالا برای بررسی ژئوشیمی و روابط فاز مواد طبیعی یا مصنوعی در فشارها و دماهای بالا استفاده می‌کند. آزمایش‌ها به ویژه برای بررسی سنگ‌های پوسته پایینی و گوشته بالایی مفید هستند که به ندرت در شرایط بکر به سطح می‌رسند. سنگ‌های پوسته پایینی و گوشته بالایی یکی از منابع اصلی اطلاعات در مورد سنگ‌های کاملاً غیرقابل دسترس نیز به‌شمار می‌روند، مانند سنگ‌هایی که در گوشته پایینی زمین و در گوشته دیگر سیاره‌های زمین‌سان و ماه هستند. کار سنگ‌شناسان آزمایشگاهی پایه‌ای را ایجاد کرده است که درک مدرن از فرایندهای آذرین و دگرگونی بر آن بنا شده است.